# Elspe (Volme)
Die Elspe ist ein etwas über 5½ Kilometer, zusammen mit der Hemecke sogar 7,6 km langer, östlicher und orographisch rechter Zufluss der Volme im nordrhein-westfälischen Märkischer Kreis, der durch Lüdenscheid verläuft.

## Geographie

### Verlauf
Die Elspe entsteht aus dem Zusammenfluss der von links kommenden Hemecke mit dem von rechts zulaufenden Brenscheider Bach. 
Die Elspe verläuft zunächst am kleinen Ort Hardt und am Schloss Neuenhof vorbei. Danach fließt sie meist unter dem Fabrikgebäude der Firma Hueck hindurch zur B 229, neben welcher der Volksfelder Bach in sie mündet. Sie folgt dieser Talstraße an Pöppelsheim vorbei und nimmt aus dem Ort den Pöppelsheimer Bach auf. Sie läuft dann bis zum Elsper Hammer, verläuft dort erst neben der Talstraße, unterquert diese schließlich und mündet zuletzt am Gewerbegebiet „Am Wasserturm“ von rechts in die Volme, die sich danach etwa in die Zuflussrichtung der Elspe wendet.
Auf ihrem 5,6 km langen Weg vom Zusammenfluss zur etwa 91 Höhenmeter tiefer liegenden Mündung hat sie ein mittleres Sohlgefälle von rund 16 ‰.

### Zuflüsse
Vom Zusammenfluss bis zur Mündung
- Hemecke (linker Quellbach)
- Brenscheider Bach (rechter Quellbach)
- Bauklohbach (rechts)
- Schibbecke (links)
- Hillebrandbach (rechts)
- Sengelbergsiepen (links)
- Dornsiepen (links)
- Nurresiepen (rechts)
- Volksfelder Bach (rechts)
- Galksiepen (links)
- Buchener Siepen (links)
- Oenekingbach (rechts)
- Hardtsiepen (rechts)
- Nietenberger Siepen (rechts)